# Ожегов, Сергей Сергеевич
Сергей Сергеевич О́жегов (23 декабря 1925, Ленинград — 2017, Москва) — советский и российский архитектор, специалист по ландшафтной архитектуре, исследователь искусства Индокитая. Заслуженный деятель искусств Узбекской ССР (1962) и Якутской АССР (1967). Лауреат Государственной премии Узбекской ССР (1964). Доктор архитектуры, профессор. Почётный член РААСН. Сын лингвиста С. И. Ожегова.

## Биография

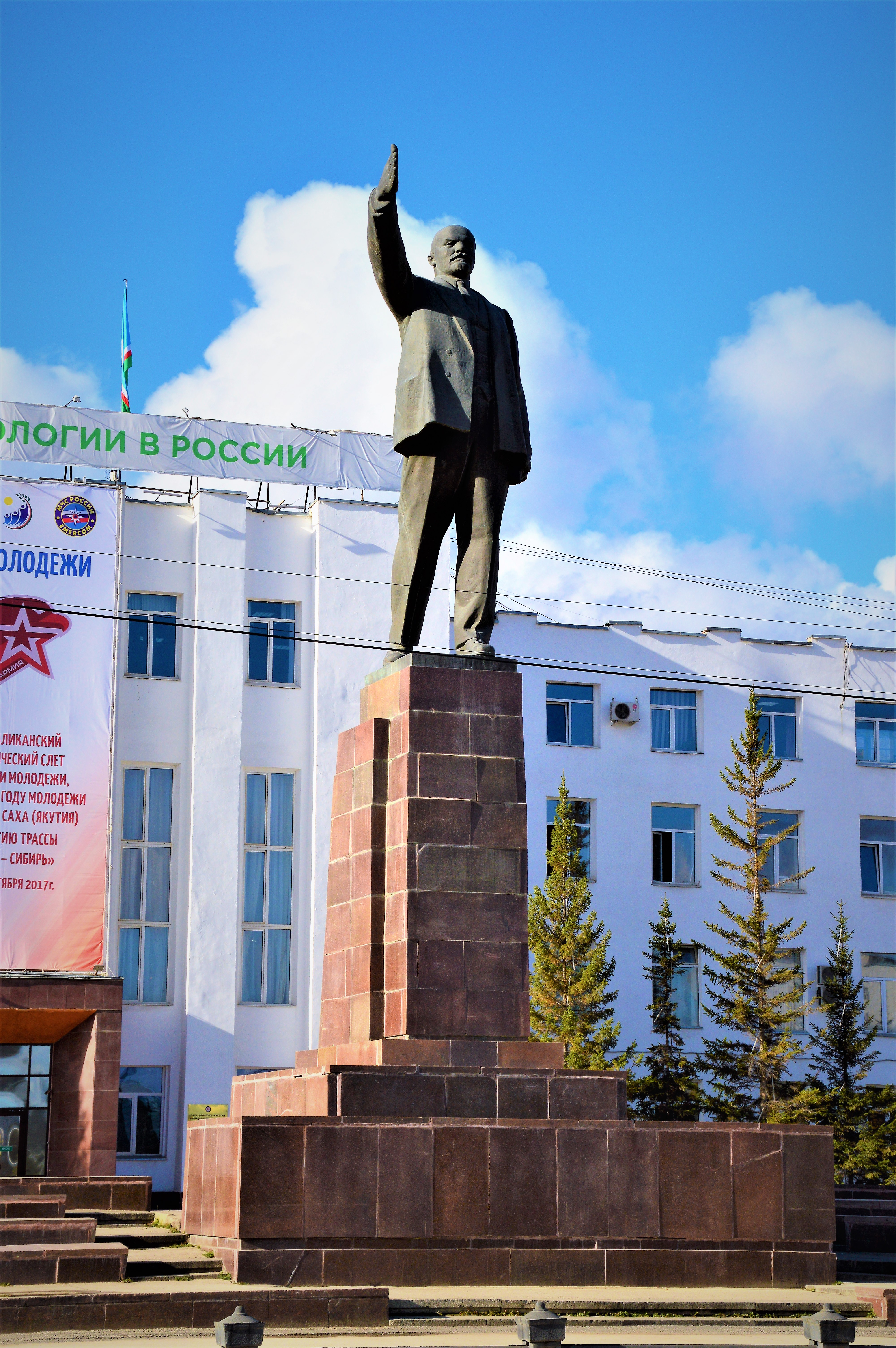
Памятник В. И. Ленину в Якутске

Родился 23 декабря 1925 года в Ленинграде в семье лингвиста и лексикографа Сергея Ивановича Ожегова. В конце 1930-х годов вместе с семьёй переехал в Москву. В начале Великой Отечественной войны вместе с бабушкой находился в эвакуации в Узбекистане. В декабре 1943 года, после окончания средней школы, был призван в армию. Служил в войсках связи. Демобилизовался в 1946 году.
Принял решение стать архитектором по примеру своего дяди, инженера и архитектора Бориса Ивановича Ожегова, погибшего во время блокады Ленинграда. Пройдя подготовительные курсы, в сентябре 1946 года был принят в Московский архитектурный институт (МАРХИ). В 1951 году вместе с другим членом Студенческого Научного Общества МАРХИ Ю. В. Ранинским совершил поездку в Бухару, Ташкент и Самарканд, где занимался обмерами старинных деревянных жилых домов, а также выполнил множество рисунков и акварелей. В 1952 году окончил МАРХИ, защитив диплом на тему «Станция искусственного климата в Сухуми» (руководитель А. А. Зубин). После окончания института поступил в аспирантуру, и в 1956 году защитил кандидатскую диссертацию «Типовое и повторное строительство в России в XVIII — первой половине XIX века», которая позднее была издана в виде книги.
Работал в институте «Моспроект», где занимался проектированием Дворца Советов. Работая в Гипрогоре, занимался проектированием общественных зданий. Также работал в скульптурном комбинате МОСХа. В 1956 году, накануне VI Всемирного фестиваля молодёжи и студентов, вместе с Ю. В. Ранинским нарисовал серию открыток «Привет из Москвы». Много работал совместно с архитектором Н. Н. Миловидовым. Вместе они принимали участие в творческих конкурсах, становились лауреатами премий. Некоторые из их проектов общественных зданий и памятников были воплощены в натуре. Последним конкурсом, в котором участвовал С. С. Орлов, стал конкурс проектов монумента Победы на Поклонной горе в Москве (вместе с Ю. В. Ранинским, В. И. Косаржевским и Н. Н. Миловидовым), проведённый в начале 1990-х годов.
С 1960 года преподавал в МАРХИ. Менее года проработал на кафедре «Основы архитектурного проектирования», после чего перешёл на кафедру «Градостроительство». Получил звание доцента.
В 1962 году С. С. Ожегов был командирован в Бирму, где прожил вместе с семьёй 7 лет. Преподавал в Рангунском технологическом институте, а в 1967 году получил там звание профессора. В Бирме совместно с женой Ниной Ивановной Ожеговой он написал книгу «Искусство Бирмы» («Kunst in Burma») изданную на немецком языке в Лейпциге издательством «Зееман». Собранный в Бирме материал лёг в основу книг «Архитектура Индокитая» (соавторы Т. С. Проскурякова и Хоанг Дао Кинь) и монографии на английском языке «Mirrored in Wood, Burmese Art and Architecture». Опубликованная в 1970 году книга «Архитектура Бирмы» стала основой докторской диссертации на ту же тему, которую С. С. Ожегов защитил в 1976 году. С 1964 года на протяжении нескольких десятилетий он занимал должность президента Общества культурной связи с Бирмой.
В 1969 году вернулся в Москву, продолжив преподавательскую деятельность на кафедре «Градостроительство» в должности профессора. В 1970 году стал проректором по учебной работе. Сергей Сергеевич вернулся к преподаванию в МАРХИ в должности профессора кафедры «Градостроительство». В 1970 занял должность проректора по учебной работе.
В 1977 году был направлен Министерством культуры СССР на работу в ООН. С 1978 года он занимал должность заместителя директора Центра по населенным пунктам (ХАБИТАТ) при ООН.
Проработав в ООН 5 лет, вернулся к преподаванию в МАРХИ. В 1983 году возглавил кафедру «Ландшафтная архитектура». В 1991 году ушёл с поста заведующего кафедрой. Работал профессором кафедры «Ландшафтная архитектура» до самой смерти.
Автор более 60 проектов, памятников и построек. Автор свыше 70 публикаций, среди которых книги, альбомы, статьи по архитектуре и градостроительству. В 1993 году опубликовал первый в России учебник истории ландшафтной архитектуры. В 2011 году вышло переработанное и дополненное издание этого учебника, выполненное в соавторстве с дочерью, Екатериной Сергеевной Ожеговой.
Умер в 2017 году. Урна с прахом в колумбарии Новодевичьего кладбища.

## Проекты и постройки

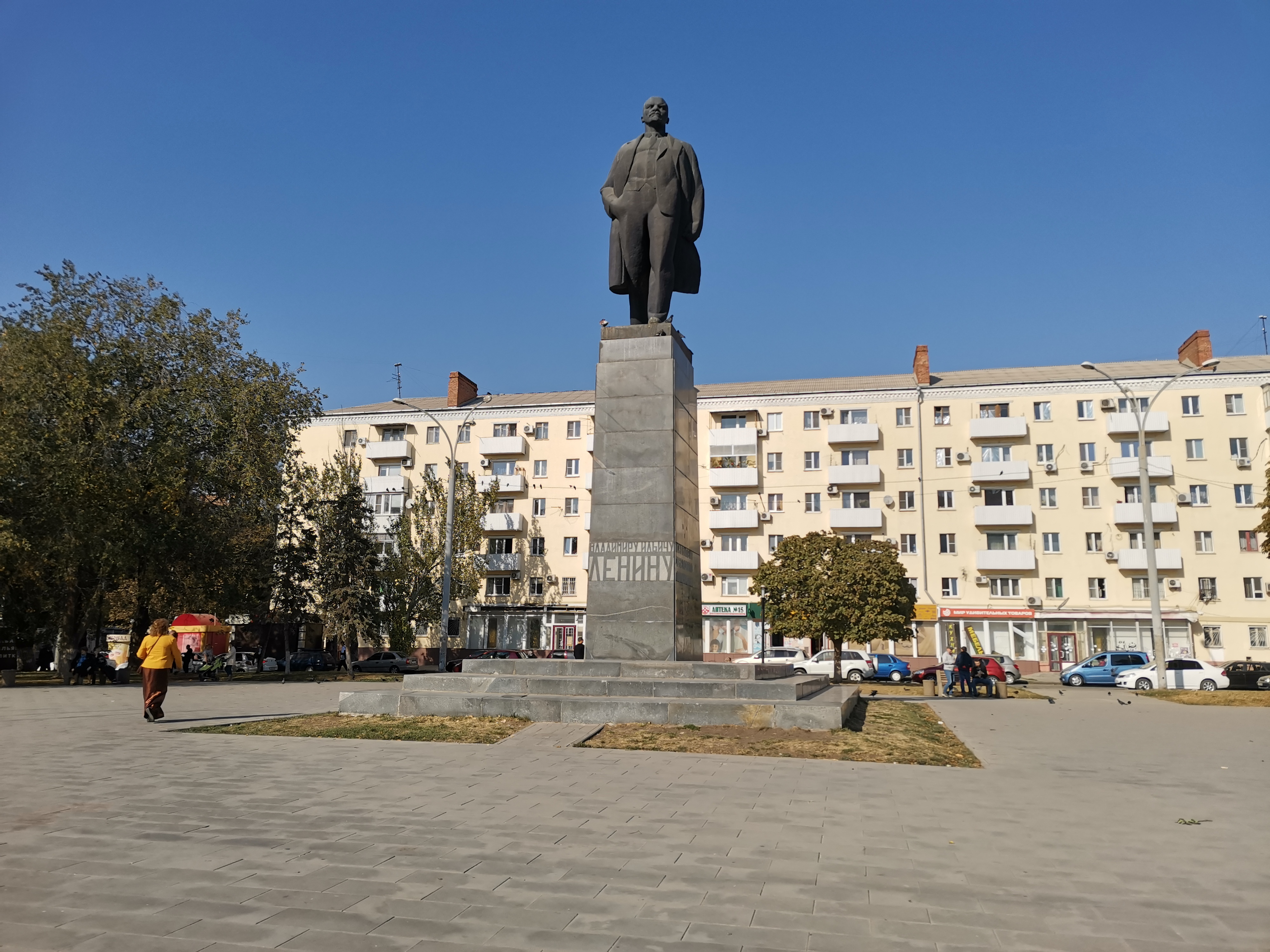
Памятник В. И. Ленину в Ростове-на-Дону

Вечный огонь в городе Узловая

- Станция искусственного климата в городе Сухуми (1952, конкурсный проект)[4]
- Пантеон в Москве (1953, конкурсный проект)[4]
- Дворец Советов в Москве (1957, конкурсный проект)[4]
- Дом Связи в городе Орле (1950—1951, совместно с А. А. Зубиным и А. С. Муравьёвым)[6]
- Планировка и застройка Заканального района Волгограда (1962)[4]
- Корпус Рангунского технологического института[4]
- Памятник В. И. Ленину в Барановичах (1960, совместно со скульптором М. С. Альтшулером, архитекторами Н. Н. Миловидовым, А. Г. Мареничем[бел.])
- Памятник 14 туркестанским комиссарам в городе Ташкенте (1962, совместно со скульптором Д. Б. Рябичевым и архитектором Н. Н. Миловидовым)[7][4]
- Памятник В. И. Ленину в Ростове-на-Дону (1963, совместно со скульптором И. Д. Бродским и архитектором Н. Н. Миловидовым)[8]
- Памятник «Первым комсомольцам Якутии» (1966, совместно со скульптором Ю. Г. Неродой и архитектором Н. Н. Миловидовым)[4][9]
- Памятник В. И. Ленину в Якутске (1967, совместно со скульптором Ю. Д. Стручковым и архитектором Н. Н. Миловидовым)[4]
- Вечный огонь в городе Узловая (1967, совместно с архитектором Н. Н. Миловидовым)
- Памятник Бирмано-Советской дружбе (1967)[4]

## Награды и звания
- Почётный член отделения архитектуры Российской академии архитектуры и строительных наук[4]
- Заслуженный деятель искусств Узбекской ССР (1962)[4]
- Заслуженный деятель искусств Якутской АССР (1967)[4]
- Государственная премия Узбекской ССР имени Хамзы (1964)[10][4]
- Медаль «За победу над Германией в Великой Отечественной войне 1941—1945 гг.»[11]

## Семья
- Жена — Нина Ивановна Ожегова (урождённая Костина; 1924—1990) — искусствовед, востоковед, кандидат искусствоведения, директор Музея искусств народов Востока[12][3]
  - Дочь — Екатерина Сергеевна Ожегова (род. 1958) — ландшафтный архитектор-реставратор, преподаватель МАРХИ[3][13]
    - Внук — Михаил Павлович Спирин — начальник Управления реновации Комитета по архитектуре и градостроительству Москвы[1]

## Сочинения
- С. С. Ожегов. Архитектура Бирмы. — М.: Наука, 1970.
- С. С. Ожегов. Типовое и повторное строительство в России в XVIII - XIX веках. — М.: Стройиздат, 1984.
- С. С. Ожегов, Т. С. Проскурякова, Хоанг Дао Кинь. Архитектура Индокитая. — М.: Стройиздат, 1988.
- С. С. Ожегов. История ландшафтной архитектуры: Краткий очерк. — М.: Стройиздат, 1993.
- С. С. Ожегов. История ландшафтной архитектуры: Учеб. для студентов вузов, обучающихся по направлению подгот. дипломир. специалистов «Архитектура». — М.: Архитектура-С, 2004.
- Nina Oshegowa, Sergej S. Oshegow. Kunst in Burma (нем.). — Leipzig: Seemann, 1988.
- Irene Moilanen, Sergey S. Ozhegov. Mirrored in Wood: Burmese Art and Architecture (англ.). — Bangkok: White Lotus Press, 1999.